# Карабутак (Айтекебийский район)
Карабута́к (каз. Қарабұтақ) — село в Айтекебийском районе Актюбинской области Казахстана. Административный центр Карабутакского сельского округа. Находится примерно в 59 км к юго-западу от центра села Комсомольское, неподалёку от впадения реки Карабутак в реку Иргиз. Код КАТО — 153453100.

## История
В 1848 году в ходе Аральской экспедиции А. И. Бутакова был основан форт возле места слияния рек Карабутак и Иргиз. Расположенное на пути от Орска до форта Раим, новое укрепление должно было способствовать утверждению и продвижению Российской империи в направлении Аральского моря. Закладка состоялась 13—14 мая 1848 года под руководством штабс-капитана К. И. Герна. Возведённое укрепление получило название Кара-Бутак. 24 декабря за успешное выполнение работ Герн был награждён орденом Святой Анны 2-й степени.
В Кара-Бутаке разместился небольшой гарнизон, прибывший вместе с экспедицией Бутакова. В числе солдат, сопровождавших экспедицию, был Тарас Шевченко, сделавший несколько акварельных зарисовок нового укрепления.
Во второй половине XIX века через форт Кара-Бутак была проложена дорога Орск — Ак-Мечеть (сейчас Кызылорда). В конце XIX века Кара-Бутак стал торговым городком Иргизского уезда. К этому времени были построены училище и больница. В начале XX века село стало центром новообразованной Карабутакской волости.
К началу 1960-х годов форт был полностью разрушен, а современное село находится в 35 километрах от него (28 километров по прямой на северо-восток).

## Население
| Численность населения | Численность населения | Численность населения | Численность населения | Численность населения | Численность населения |
| 1910                  | 1939                  | 1959                  | 1979                  | 1989                  | 1999                  |
| --------------------- | --------------------- | --------------------- | --------------------- | --------------------- | --------------------- |
| 314                   | ↗1629                 | ↗2830                 | ↗5436                 | ↘5099                 | ↘3892                 |
| 2009                  |                       |                       |                       |                       |                       |
| ↘2601                 |                       |                       |                       |                       |                       |

В 1910 году в селе имелось 55 дворов и 314 жителей.
В 1999 году население села составляло 3892 человека (1886 мужчин и 2006 женщин). По данным переписи 2009 года, в селе проживал 2601 человек (1269 мужчин и 1332 женщины).

## Инфраструктура
В селе действуют средняя школа, носящая имя Тараса Шевченко, библиотека и сельский музей. При школе организован кружок украинской культуры.

## Уроженцы
- Куанышалин Жасарал Минажадинович (1949—2023) — казахстанский общественный деятель.

## В изобразительном искусстве
Помимо нескольких изображений форта Кара-Бутак, Шевченко изобразил Джангис-агач — одинокое дерево, росшее неподалёку от форта. По данным шевченковеда Леонида Большакова, местные жители долгое время в память о Шевченко почитали дерево как священное, однако в 1950-е годы оно было уничтожено ударом молнии.
- Форт Кара-Бутак
(21 мая 1848 — 15 января 1850)
Бумага, акварель
- Форт Кара-Бутак
(21 мая 1848 — 15 января 1850)
Бумага, сепия
- Форт Кара-Бутак
(21 мая 1848)
Бумага, карандаш
- Джангис-агач
(26 мая 1848)
Бумага, акварель